# El hombre que confundió a su mujer con un sombrero

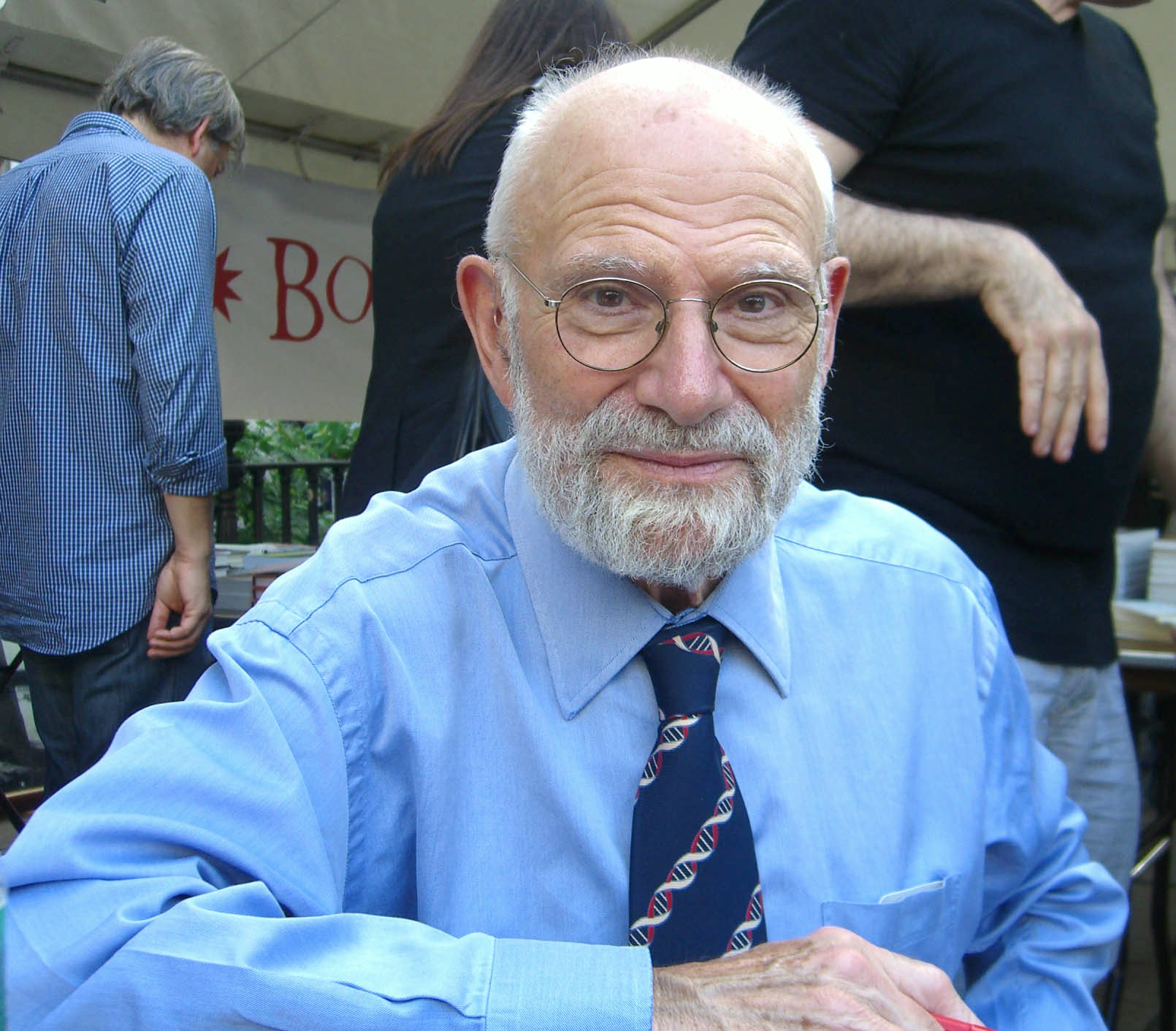
El neurólogo y escritor Oliver Sacks

El hombre que confundió a su mujer con un sombrero es un libro de 1985 escrito por el neurólogo Oliver Sacks. En él, describe los casos clínicos de algunos de sus pacientes. Sacks eligió el título basándose en uno de los pacientes cuyo caso clínico aparece en el libro, y que sufre de agnosia visual, un tipo de déficit neurológico que implica una pérdida de la capacidad de reconocer caras y objetos. Una ópera basada en el libro y producida por Michael Nyman se estrenó en 1986 bajo el mismo nombre.
El libro consta de veinticuatro ensayos divididos en cuatro secciones («Pérdidas», «Excesos», «Arrebatos» y «El mundo de lo simple»), cada una de las cuales trata de un aspecto particular de la función del cerebro. Las dos primeras secciones hablan de los déficits y compensaciones (con especial énfasis en el hemisferio derecho del cerebro), mientras que las secciones tercera y cuarta describen manifestaciones fenomenológicas relacionadas con reminiscencias espontáneas, percepciones alteradas y cualidades extraordinarias de la mente que se dan en personas con discapacidades intelectuales.

## Contenido
Los ensayos individuales de este libro incluyen:
- «El hombre que confundió a su mujer con un sombrero», sobre el Dr. P, que sufre de agnosia visual. Sin embargo, antes de llegar a ese diagnóstico, el Dr. P consulta a un oftalmólogo cuando desarrolla diabetes, pensando que podría afectar su visión. El oftalmólogo le dice que no tiene problemas de la vista, sin embargo, tiene problemas en las zonas visuales del cerebro, por ello acude al Dr. Sacks (el autor), que identifica los síntomas de agnosia.
- «El Marinero Perdido», sobre Jimmie G., que tiene amnesia anterógrada (la pérdida de la capacidad de formar nuevos recuerdos) debido a un síndrome de Korsakoff. El personaje es incapaz de recordar nada de su vida desde el final de la Segunda Guerra Mundial, llegando a olvidar incluso los eventos que suceden hace solo unos minutos. De hecho, este cree que todavía se encuentra en 1945 (el segmento cubre su vida en la década de 1970 y principios de la de 1980), y parece comportarse como un joven normal e inteligente, más allá de su incapacidad para recordar la mayor parte de su pasado y los eventos de su día a día. En el relato, el paciente lucha por encontrar significado, satisfacción y felicidad dentro de un contexto de pérdida de memoria constante que lo lleva a olvidar lo que hace de un momento a otro.
- «El discurso del presidente»,[3] sobre un servicio en el que se encuentran pacientes afasíacos y agnósicos que escuchan un discurso pronunciado por un actor-presidente no identificado, que Sacks describe como "un viejo encantador", y que presumiblemente se trata de Ronald Reagan. Muchos de los pacientes en el primer grupo se ríen durante la emisión, a pesar de su incapacidad para seguir el discurso. Sacks afirma que estos lo hacen por las expresiones faciales y el tono del presidente, que, según el autor, los pacientes encuentran «poco auténticos». Una paciente del último grupo critica la estructura de las sentencias del presidente, afirmando que «no posee buena prosa».
- «La dama desencarnada», un caso único de una mujer que pierde toda su capacidad de propiocepción (el sentido que permite reconocer la posición de las diferentes partes del cuerpo, en relación con otras partes de él) debido a la toxicidad de la vitamina B6.
- «El hombre que se cayó de la cama», sobre un joven al que el Dr. Sacks conoce cuando él aún es estudiante de medicina. Sacks se encuentra con el paciente en el suelo de su habitación del hospital, y este le dice que está en esa posición porque que se despertó y se encontró una pierna de un alienígena en su cama. El paciente relata que, suponiendo que se trataba de una broma de alguna de las enfermeras del servicio, había intentado arrojar la pierna fuera de la cama, cuando descubrió que estaba pegado a ella. Aunque Sacks intenta convencer al paciente de que la pierna es suya, este sigue desconcertado ante lo que es un supuesto caso de somatoparafrenia.
- «A nivel» habla de otro caso de déficit en la propiocepción. El Dr. Sacks entrevista a un paciente que tiene problemas para caminar erguido y descubre que ha perdido su sentido innato del equilibrio debido a síntomas parecidos al Parkinson que han dañado sus oídos internos; el paciente, comparando su sentido del equilibrio con el nivel de un carpintero, sugiere construir una herramienta similar al nivel dentro de un par de gafas. Esto le permite juzgar su equilibrio con la vista y no depender del sistema propioceptivo. Después de unas semanas, la tarea de mantener la vista en el nivel se vuelve menos cansada.
- «Los gemelos», que trata sobre dos sabios autistas. El Dr. Sacks conoce a dos hermanos gemelos que no saben leer ni realizar multiplicaciones, pero que sin embargo se hallan metidos en un «juego» de encontrar números primos muy altos. Mientras que los gemelos podían generar espontáneamente estos números, a veces compuestos por desde seis hasta veinte dígitos, Sacks tenía que recurrir a un libro de números primos para poder participar en el juego. Este argumento fue usado en la película de 1993 House of Cards, protagonizada por Tommy Lee Jones. Los gemelos también cuentan instantáneamente 111 cerillas perdidas, y al mismo tiempo comentan que 111 son tres veces 37, una habilidad demostrada por el personaje autista interpretado por Dustin Hoffman en la película Rain Man, de 1988. Esta historia ha sido cuestionada por Makoto Yamaguchi, quien duda de que pudiera existir un «libro de números primos» como el que Sacks describe en el relato, y señala que los informes científicos fiables solo afirman que este tipo de pacientes puede poseer una percepción aproximada cuando se trata de contar rápidamente una gran cantidad de elementos.[4][5] El ''savant'' autista Daniel Tammet, sin embargo, señala que los gemelos podrían haber tenido de antemano la caja de fósforos y haber contado su contenido, señalando que justamente él encuentra que el número 111 es "particularmente hermoso, por ser similar a una cerilla".[6]
- «¡Vista a la derecha!», sobre una mujer de unos sesenta años que parece heminegligencia completa. Esta es incapaz de integrar el concepto de «izquierda» en relación con su propio cuerpo y el mundo que la rodea. Cuando las enfermeras colocan comida o bebida en su lado izquierdo, ella no se da cuenta de que están allí. El Dr. Sacks intenta mostrarle a la paciente el lado izquierdo de su cuerpo usando una configuración específica de una pantalla de video; cuando la paciente ve el lado izquierdo de su cuerpo situado a su derecha, se siente abrumada por la ansiedad y pide al médico que detenga la tarea.
- «El perro bajo la piel», sobre un estudiante de medicina de 22 años, Stephen D., quien, después de una noche bajo la influencia de anfetaminas, cocaína y PCP, se despierta y descubre que tiene un sentido del olfato muy desarrollado.[7] Sacks revelaría muchos años después que Stephen D. se trataba de él mismo.[8]
- «El artista autista», sobre un joven de 21 años llamado José que había sido considerado, según el autor, "retrasado sin remedio" y sufría crisis convulsivas; sin embargo, cuando Sacks le da su reloj de bolsillo y le pide que lo dibuje, este se recompone y lo hace con sorprendente detalle.

## En la cultura popular
Christopher Rawlence escribió el libreto de una ópera de cámara, dirigida por Michael Morris, con música de Michael Nyman, basada en la historia del libro. El hombre que confundió a su esposa con un sombrero fue representada por primera vez por el Instituto de Arte Contemporáneo de Londres en 1986. Posteriormente, se emitió una versión televisiva de la ópera en el Reino Unido.
Peter Brook adaptó el libro de Sacks en una aclamada producción teatral, L'Homme Qui ..., que se estrenó en el Théâtre des Bouffes du Nord en París, en 1993. Una compañía de teatro india interpretó una obra titulada The Blue Mug, basada en el libro, protagonizada por Rajat Kapoor, Konkona Sen Sharma, Ranvir Shorey y Vinay Pathak.
The Man Who, un álbum de la banda escocesa de indie pop Travis lleva el nombre de este libro.